# Club Hípico de Peñuelas
El Club Hípico de Peñuelas fue un hipódromo que estaba ubicado en el sector homónimo de la comuna de Coquimbo, Gran La Serena, en la Región de Coquimbo.

## Historia
Fue fundado el 11 de septiembre de 1933 con Martín Sotomayor como su primer presidente, siendo inaugurado el 27 de noviembre de 1934. Antes de su creación existió otro hipódromo en la conurbación, el Club Hípico de La Serena, en un terreno contiguo a la estación de ferrocarriles de dicha ciudad, inaugurado el 5 de abril de 1914 y demolido el 7 de mayo de 1918.
El 5 de abril de 1987, durante su visita al país, el Papa Juan Pablo II realizó su Encuentro con el Norte Chico en las instalaciones del Club Hípico.
Su última reunión de carreras fue el 5 de agosto de 2007. Posteriormente, el hipódromo fue desmantelado durante 2014 para iniciar la construcción de edificios residenciales en su terreno.